# Amanda Fuller
Amanda Fuller (Los Ángeles, California, 27 de agosto de 1984) es una actriz estadounidense de cine y televisión. Es conocida por ser la segunda actriz en interpretar a Kristin Baxter en la serie de FOX, Last Man Standing.

## Carrera
En Buffy Cazavampiros, Fuller hizo de Eve, una de las cazavampiros potenciales en la última temporada. En 'Til There Was You, Fuller interpretó el papel de Debbie, una adolescente cuya versión adulta es interpretada por Jennifer Aniston. En Askari, compartió set de rodaje junto a la actriz ganadora del Oscar, Marlee Matlin.
Entre sus películas se encuentra Red, White & Blue  y Creature, así como apariciones en series como  Law & Order: Special Victims Unit, CSI: Crime Scene Investigation, NCIS, 7th Heaven, Judging Amy, Boston Public, Buffy the Vampire Slayer, 8 Simple Rules, The Division, Touched by an Angel, Malcolm in the Middle, The Practice, Without a Trace, L.A. Doctors y That 70s Show y un papel en el videojuego Frankenstein: Through the Eyes of the Monster. Fuller dirigió la obra teatral This is our Youth en Los Ángeles, escrita por Kenneth Lonergan y protagonizada por Tyler Williams. Fuller hizo un cameo en la temporada de 2012 de Grey's Anatomy en ABC. En 2012, Fuller se unió al reparto de la sitcom protagonizada por Tim Allen, Last Man Standing, con el papel de Kristin Baxter, reemplazando a Alexandra Krosney quien tuvo el papel en la primera temporada. En 2018, interpretó al personaje Madison Murphy en Orange Is the New Black. Cuando ABC canceló Last Man Standing y FOX Network lo retomó, firmó un contrato con la compañía para seguir interpretando el papel de Kristin Baxter.

## Vida personal
Amanda Fuller se graduó de la Notre Dame High School en Sherman Oaks, California, en 2002. Reside en Los Ángeles, California. Está casada con Matthew Bryan Feld. Anunciaron que esperaban un hijo en julio de 2019, después de que ella hubiera luchado contra la endometriosis toda su vida. En noviembre de ese año, Fuller dio a luz a un hijo.

## Filmografía

### Películas
| Año  | Título                                     | Papel                          | Notas                  |
| ---- | ------------------------------------------ | ------------------------------ | ---------------------- |
| 1995 | Deadly Whispers                            | Crystal Acton                  | Película de televisión |
| 1996 | The Making of a Hollywood Madam            | Brittany                       | Película de televisión |
| 1997 | 'Til There Was You                         | Debbie, de 13 años             |                        |
| 1997 | Don King: Only in America                  | Chica adolescente #2           | Película de televisión |
| 1998 | Carson's Vertical Suburbia                 | Racelle                        | Película de televisión |
| 1998 | Real Story                                 | Mallory                        | Película de televisión |
| 1998 | Whatever It Takes                          | April                          |                        |
| 1998 | Safety Patrol                              | Amanda Fuller, Girl in Hallway | Película de televisión |
| 1999 | The Incredible Genie                       | Emily                          |                        |
| 2000 | Children of Fortune                        | Erica Passenger                | Película de televisión |
| 2001 | Askari                                     | Emma Crawshay                  |                        |
| 2001 | Anatomy of a Hate Crime                    | Kristen Price                  | Película de televisión |
| 2003 | The Failures                               | Sally                          |                        |
| 2004 | Death, Can I Buy You a Drink?              | Cricket King                   | Cortometraje           |
| 2005 | Conviction                                 |                                | Película de televisión |
| 2006 | Americanese                                | Holly                          |                        |
| 2007 | Primal Doubt                               | Claire Harper                  | Película de televisión |
| 2007 | Kush                                       | Sandra                         |                        |
| 2009 | Mr. Sadman                                 | Anna                           |                        |
| 2010 | Hopeless                                   | Michelle                       | Cortometraje           |
| 2010 | Red, White & Blue                          | Erica                          |                        |
| 2011 | Other People's Lives                       | Alexis                         |                        |
| 2011 | Freerunner                                 | Dolores                        |                        |
| 2011 | Creature                                   | Beth                           |                        |
| 2012 | Beverly Hills Chihuahua 3: Viva La Fiesta! | Empleada de Spa                | Video                  |
| 2012 | The Haun Solo Project: Addicted            | Sparkle                        | Corto                  |
| 2013 | The Barista                                | Audrey                         | Corto                  |
| 2013 | Cheap Thrills                              | Audret                         |                        |
| 2014 | Nanoblood                                  | Lisa                           | Corto                  |
| 2014 | The Brittany Murphy Story                  | Brittany Murphy                |                        |
| 2014 | Starry Eyes                                | Tracy                          |                        |
| 2016 | Fashionista                                | April                          |                        |
| 2018 | All The Creatures Were Stirring            | Linda                          |                        |

### Televisión
| Año         | Título                                        | Papel                                 | Notas |
| ----------- | --------------------------------------------- | ------------------------------------- | --- |
| 1993        | Tales of the City                             | Lexy                                  | Miniserie. Episodio #1.4                                                                                                  |
| 1995        | Charlie Grace                                 | Jordan                                | Episodio: Bring Me the Head of Darnell Sims                                                                               |
| 1997        | The Tom Show                                  | Katie                                 | Episodio: Bad Publicity                                                                                                   |
| 1998        | L.A. Doctors                                  | Courtney Wilkes                       | Episodio: What About Bob?                                                                                                 |
| 1998        | Walker, Texas Ranger                          | Katie                                 | Episodio: Code of the West                                                                                                |
| 1998        | Party of Five                                 | Hollie                                | Episodio: Naming Names |
| 1998        | That '70s Show                                | Tina Pinciotti                        | Episodio: Eric's Burger Job                                                                                               |
| 1999        | One World                                     | Megan                                 | Episodio: Tough Love |
| 1999        | Two of a Kind                                 | Courtney Collins                      | Episodio: Kevin Burke's Day Off                                                                                           |
| 1999        | The Practice                                  | Julie                                 | Episodio: A Day in the Life                                                                                               |
| 2000        | Malcolm in the Middle                         | April                                 | Episodio: Water Park |
| 2001        | Touched by an Angel                           | Lucy Baker                            | Episodio: Bringer of Light                                                                                                |
| 2001        | First Years                                   | Cami                                  | Episodio: And Then You Die                                                                                                |
| 2002        | 8 Simple Rules                                | Lindsay                               | Episodio: Cheerleader |
| 2002        | The Division                                  | Summer Landers                        | Episodio: Welcome Home |
| 2003        | Judging Amy                                   | Shannon Ellner                        | Episodio: Tricks of the Trade                                                                                             |
| 2003        | Dragnet                                       | Emily Ambrose                         | Episodio: Daddy's Girl |
| 2003        | Boston Public                                 | Marie Watson                          | Episodio: Chapter Sixty-Seven                                                                                             |
| 2003        | Buffy the Vampire Slayer                      | Eve                                   | Episodio: Showtime |
| 2004        | NCIS                                          | Jen Shields                           | Episodio: Terminal Leave                                                                                                  |
| 2004        | 7th Heaven                                    | Leanne                                | Episodio: Bad Boys, Bad Boys, Whatcha Gonna Do                                                                            |
| 2004        | Strong Medicine                               | Tally                                 | Episodio: Prophylactic Measures                                                                                           |
| 2004        | Summerland                                    | Tracy                                 | Episodio: Pilot |
| 2004        | Without a Trace                               | Jessica Raab / Rebecca / Angie Novell | Episodio: Risen |
| 2005-2006   | Threshold                                     | Karyn Reynolds                        | Episodios: The Crossing & Pulse                                                                                           |
| 2006        | Bones                                         | Lori Mueller                          | Episodio: The Headless Witch in the Woods                                                                                 |
| 2006        | Independent Lens                              | Tisa                                  | Documental. Episodio: My Life... Disoriented                                                                              |
| 2006        | CSI                                           | Cara Day                              | Episodio: Toe Tags |
| 2007        | Women's Murder Club                           | Beth Williams                         | Episodio: Maybe Baby |
| 2007        | Close to Home                                 | Sally O'Neil                          | Episodio: Making Amends                                                                                                   |
| 2009        | Life                                          | Ann Earley                            | Episodios: 5 Quarts & I Heart Mom                                                                                         |
| 2010        | Law & Order: Special Victims Unit             | Emma Brooks                           | Episodio: Wet |
| 2011        | Rizzoli & Isles                               | Nancy Lanford                         | Episodio: He Ain't Heavy, He's My Brother                                                                                 |
| 2012        | Grey's Anatomy                                | Dr. Morgan Peterson                   | Episodios: Moment of Truth, The Lion Sleeps Tonight, One Step Too Far, If Only You Were Lonely y Have You Seen Me Lately? |
| 2012        | Scandal                                       | Carly Weston                          | Episodio: Crash and Burn                                                                                                  |
| 2012–2021   | Last Man Standing                             | Kristin Baxter                        | Papel protagonístico (70 episodios)                                                                                       |
| 2018        | Orange Is the New Black                       | Madison "Badison" Murphy              | Papel recurrente, temporadas 6-7                                                                                          |
| Videojuegos |                                               |                                       | |
| Año         | Título                                        | Papel                                 | Notas |
| 1996        | Frankenstein: Through the Eyes of the Monster | Gabrielle                             | |